# Tukharistan
Tukharistan o Tokharistan és una regió (no va existir mai un estat unificat al Tukharistan) al sud del curs mitjà i superior de l'Oxus. Incloia Balkh, Talakan del Tukharistan, Banow i Walwalidj. En el seu significat més gran inclouria les províncies modernes de Faryab, Jowzjan, Balkh, Samangan, Kunduz, Takhar i Badakhshan. El seu nom deriva sens dubte del poble anomenat a les fonts clàssiques com tokharoi (tocaris); els tukharis de Bactriana parlaven una llengua indo-iraniana emparentada al saka. No obstant a l'arribada dels àrabs a la segona meitat del segle VII no és clar que la població es considerés a si mateixa tocària. Balkh no obstant és esmentada el 650 en una incursió com Medina Tukhara. El pelegrí xinès Hiuen Tsang esmenta el país dels tocaris com la terra de T'u-hu-lo, però separa l'oriental, que situa a l'est de Hotan, de l'occidental on diu que hi havia 27 petits principats que s'estenien en part al nord de l'Oxus fins al congost de Buzgala (a la ruta de Tirmidh a Kish i cap a la Sogdiana).
Se sap que la llengua local es va mantenir durant uns segles i s'han trobat darrerament documents que ho demostren, consistents en els arxius del príncep de Simidjan i Rub (al sud-est); el document més modern és del 781 i el més antic al final del segle v; hi ha una persona que és descrita com el yabghu del Heftal i el khar (sobirà) de Rob, l'escrivà dels senyors de l'Heftal, el jutge del Tukharistan i del Ghardjistan.
Sota domini del califat el Tukharistan comprenia les terres a l'est i oest de Balkh; el país es dividia en Alt Tukharistan o Superior (al-Ulya) i l'Inferior (al-Sufla); el primer era a l'est de Balkh i fins a l'oest de Djaybun i en algunes fonts s'estenia al nord del riu Oxus però en altres es concretava en les terres al sud del riu; el segon era a l'oest de Balkh. Algunes fonts situen el Shuman i Akharun (al nord de l'Oxus) dins al Tukharistan sense especificar si Superior o Inferior. Bamiyan és considerada també dins el Tukharistan en alguna font. Per al-Ishtakri que limita més l'extensió del país, eren les terres a l'est de Balkh i a l'oest del Badakhxan, al sud de l'Oxus i al nord de l'Hindu Kush. La capital era Talakan del Tukharistan i les principals ciutats Walwalidj i Andarab.
Quan hi van arribar els àrabs a la segona meitat del segle vii van trobar a la zona diversos petits prínceps locals però l'únic amb cert poder era el sobirà dels heftalites (Hayatila, en singular Haytal) que dominava al nord de l'Hindu Kush. Els hefatlites havien conquerit el Tukharistan al segle V però no se sap qui hi manava abans. Un yagbhu és esmentat com a rei del Tukharistan en aquestos primers anys i era d'origen turc karluk, si bé al-Tabari distingeix entre el Tukharistan i la terra del yabghu o djanghu que potser només exercia una hegemonia sobre els petits prínceps. Els àrabs temien no obstant aquesta força; pensaven que amb ajut heftalita o xinès el fill d'Isdigerdes III, Firuz, podia intentar recuperar l'antic estat sassànida; el 667 el governador Ziyad ibn Abihi va enviar al general al-Hakam ibn Amr al-Ghifari a fer una incursió al Tukharistan Inferior i al Ghardjistan, travessant l'Oxus cap a al Čaghaniyan per expulsar a Firuz cap a territori xinès; el 671 Rabi ibn Ziyad al-Harithi va conquerir Balkh i va travessar altre cop el Čaghaniyan però després les revoltes internes al califat no van permetre consolidar les posicions àrabs al Tukharistan i aquest va restar lliure un temps més. El 705 el governador del Khurasan Kutayba ibn Muslim al-Bahili (705-715), va arribar a la zona i va topar amb Tarkhan Nizak, el cap dels heftalites que tenia centre a Badghis. Kutayba no sabia si Nizak era molt poderós i prudentment va optar per fer la pau a canvi d'ajut militar per la seva campanya a la Transoxiana (706-709). El 709 Nizak va intentar aturar la progressió àrab i va iniciar una revolta aixecant als caps heftalites i turcs de la regió de l'Oxus superior contra Kutayba; Nizak es va aliar amb el Kabulshah. Però Kutayba, amb l'ajut del seu germà Abd al-Rahman, va derrotar a Nizak i els seus aliats (710); li va prometre l'aman o perdó, i Nizak es va entregar; però fou executat per orde directe del governador general al-Hajjaj ibn Yússuf. També els prínceps del Tukharistan foren sotmesos. Balkh va esdevenir centre del poder àran i el control musulmà al Tukharistan Inferior va quedar assegurat. Tot i així la revolta d'al-Harith ibn Suraydj (734) va agafar el control de Balkh i va tenir el suport dels prínceps locals que enviaven ambaixades repetides a la Xina demanant ajut (ambaixades que encara van seguir després de la batalla de Talas del 751). Al-Harith es va aliar als türgesh o Turcs Occidentals i els turcs sembla que eren un part important dels pobles que vivien al Tukharistan. Els Hudud al-alam esmenten als turcs khallukh o khardukh com un dels pobles que vivien a les estepes del Tukharistan.
A partir del 750 Balkh i el Tukharistan foren governades per oficials enviats des d'Iraq però a l'inici del segle ix foren agregades al gran govern del Khurasan que van governar els tahírides del Khorasan. De fet el Tukharistan va restar en mans de les petites dinasties locals entre els quals van destacar els Abu Dawúdides (Banidjúrides) que controlaven Banow i Pandjhir amb mines de plata que els permetien encunyar les seves pròpies monedes; l'emir Abu Dawud Muhammad va regnar a Balkh fins al 899; probablement una branca de la família governava al nord de l'Oxus al Khuttal o Khuttalan i s'hi va mantenir fins al segle x.
Després dels Abu Dawúdides el Tukharistan va ser part dels dominis dels samànides, gaznèvides i seljúcides; al segle xii Tukharistan i Badakhxan foren incorporats als territoris d'una branca dels gúrides centrada a Bamiyan, i que fou eliminada pels xas de Coràsmia. Sota els mongols el nom Tukharistan es va deixar d'utilitzar.

## Nota
1. ↑  No se sap si Tarkhan era part del nom o el seu títol, ja que el títol tarkhan està testimoniat a l'Àsia central